# 胡斯托·梅萨
胡斯托·罗兰多·梅萨（Justo Rolando Meza，1979年11月20日—），是一名巴拉圭足球运动员，司职前锋，曾效力于中国足球超级联赛上海申花。
梅萨于2008年赛季中期与上海申花签约，替换了球队之前的第四外援阿根廷后卫马切西尼。而且当时正好是原主帅吴金贵离任，执行教练贾秀全接掌球队，于是刚刚正式加盟两天的梅萨立刻获得了联赛首发的机会。不过由于连续没有进球，他很快只能作为替补出场，直到联赛最后一轮才再次被启用为先发中锋，并且攻入自己的首个入球。